# Giro del Sassopiatto
Il Giro del Sassopiatto o Sentiero Friedrich August (Friedrich-August-Weg in tedesco) è un sentiero escursionistico che si trova in Italia, nella regione del Trentino-Alto Adige, nei pressi delle Dolomiti e consiste in una passeggiata attorno al gruppo roccioso del Sassopiatto la cui cima posta a 2969 m s.l.m. è raggiungibile anche dal semplice escursionista.

## Descrizione
Il giro del Sassopiatto può essere percorso in circa 6 ore. I sentieri sono ben segnati, molto battuti e senza particolari difficoltà.
La partenza può avvenire da Campitello di Fassa, salendo in funivia al Col Rodella, oppure dal passo Sella, dove è disponibile un parcheggio per autoveicoli.
Dall'arrivo della funivia al Col Rodella o dal passo Sella si raggiunge il rifugio Friedrich-August (2298 m), dove ha inizio il sentiero intitolato al re di Sassonia Friedrich-August III, assiduo frequentatore di queste montagne, che fu anche naturalista e botanico, che collega il passo Sella con l'Alpe di Siusi. 
Il giro si sviluppa intorno a molte delle cime del gruppo del Sassolungo (Sassolungo, Cinque Dita, Punta Grohmann, detta anche Sasso di Levante, Torre Innerkofler, Cima Dantersass, Dente del Sassolungo e Sassopiatto). Si toccano in successione i rifugi Sandro Pertini (2300 m), Sassopiatto (2300 m), e Vicenza (2250 m), dal quale si sale alla forcella del Sassolungo (2681 m), dove sorge il rifugio Toni Demetz, tornando quindi al passo Sella per sentiero o tramite cabinovia. Dal passo Sella chi volesse raggiungere la stazione a monte della funivia del Col Rodella per ritornare a Campitello dovrà percorrere ancora circa 45 minuti su strada sterrata.
Alternativamente per compiere il giro intero del Gruppo del Sassolungo si può procedere, senza salire al Rifugio Vicenza, per il Rifugio Emilio Comici e, attraversando la Città dei Sassi, giungere al Passo Sella.

## Galleria d'immagini

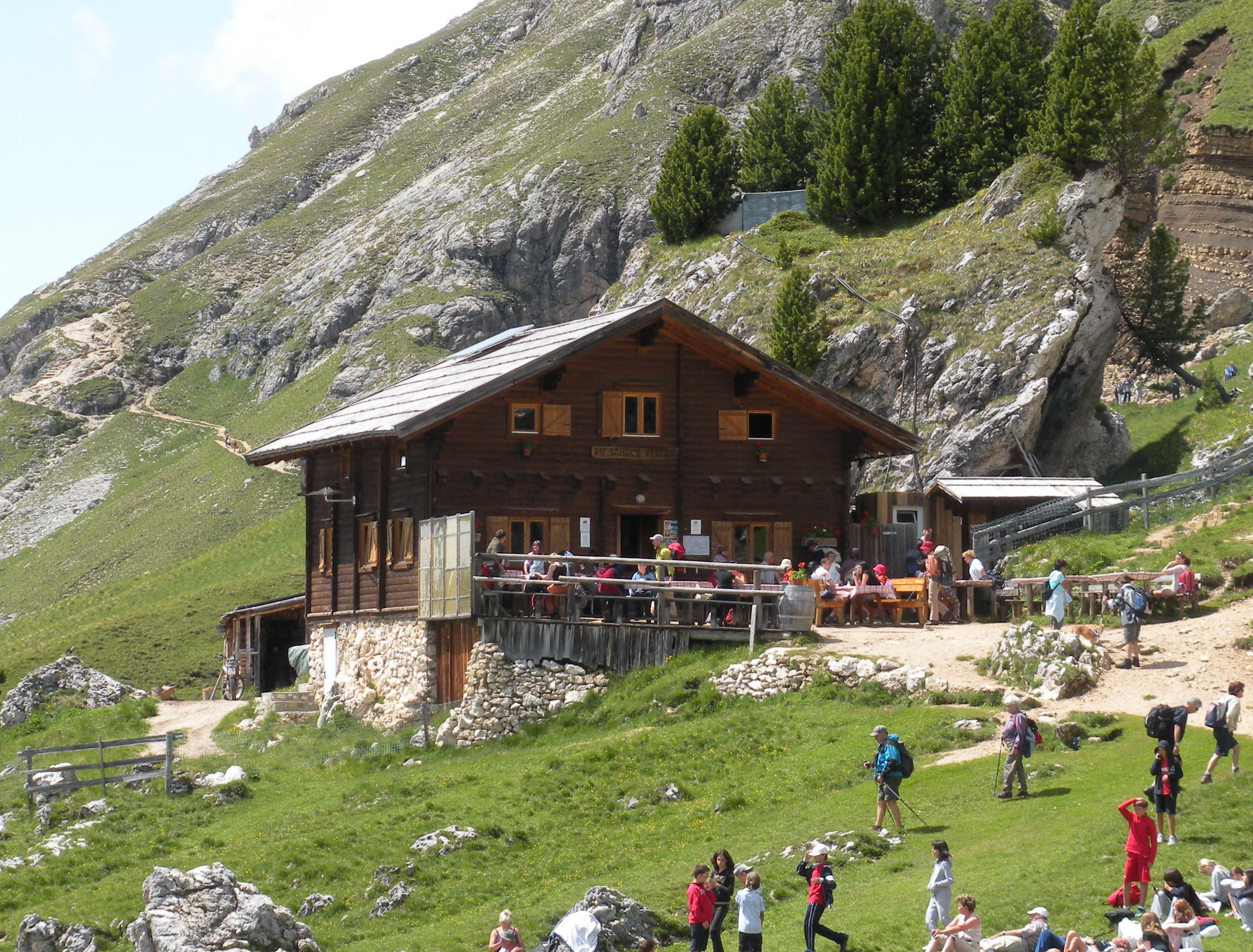
Il rifugio Sandro Pertini
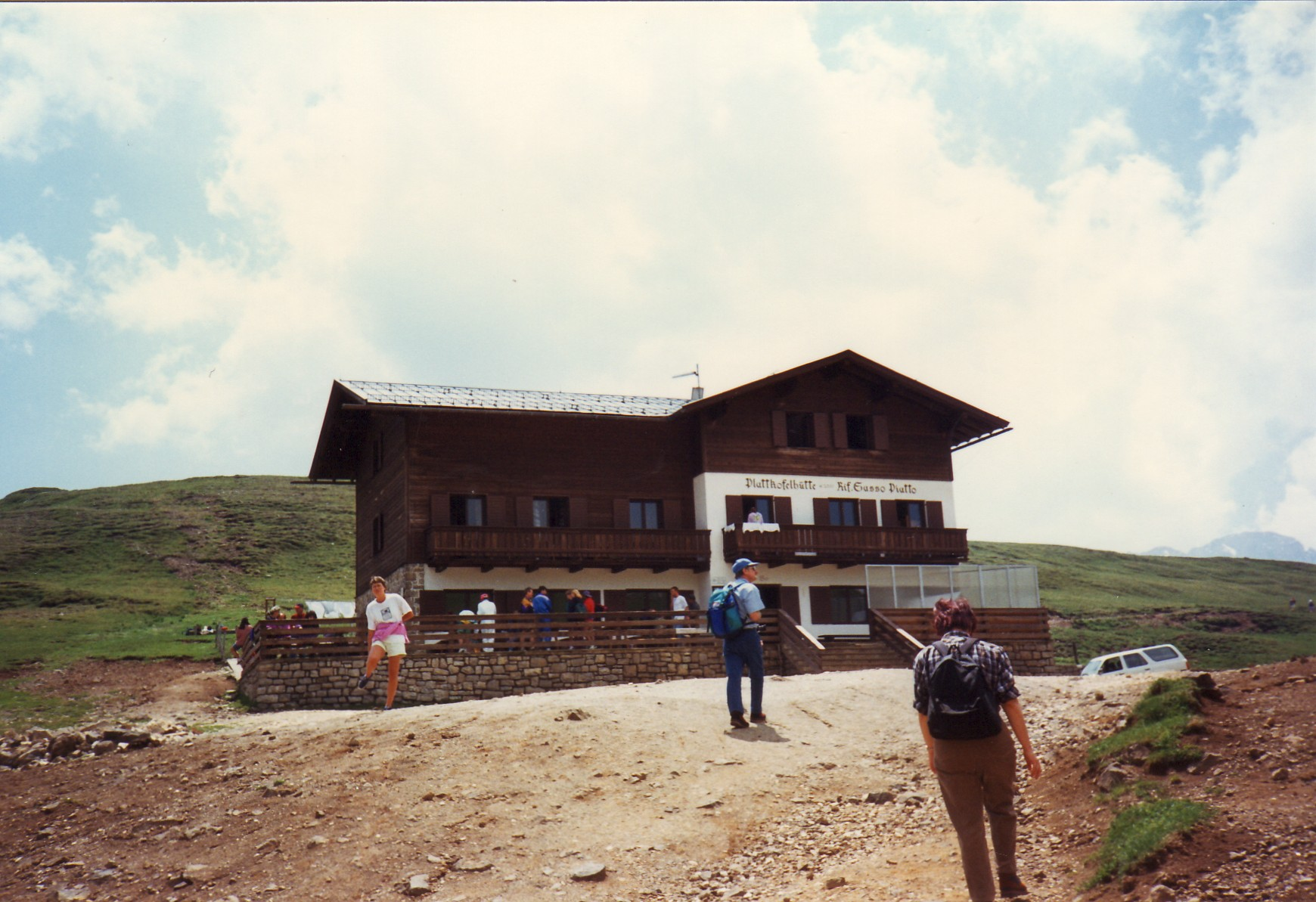
Il rifugio Sassopiatto
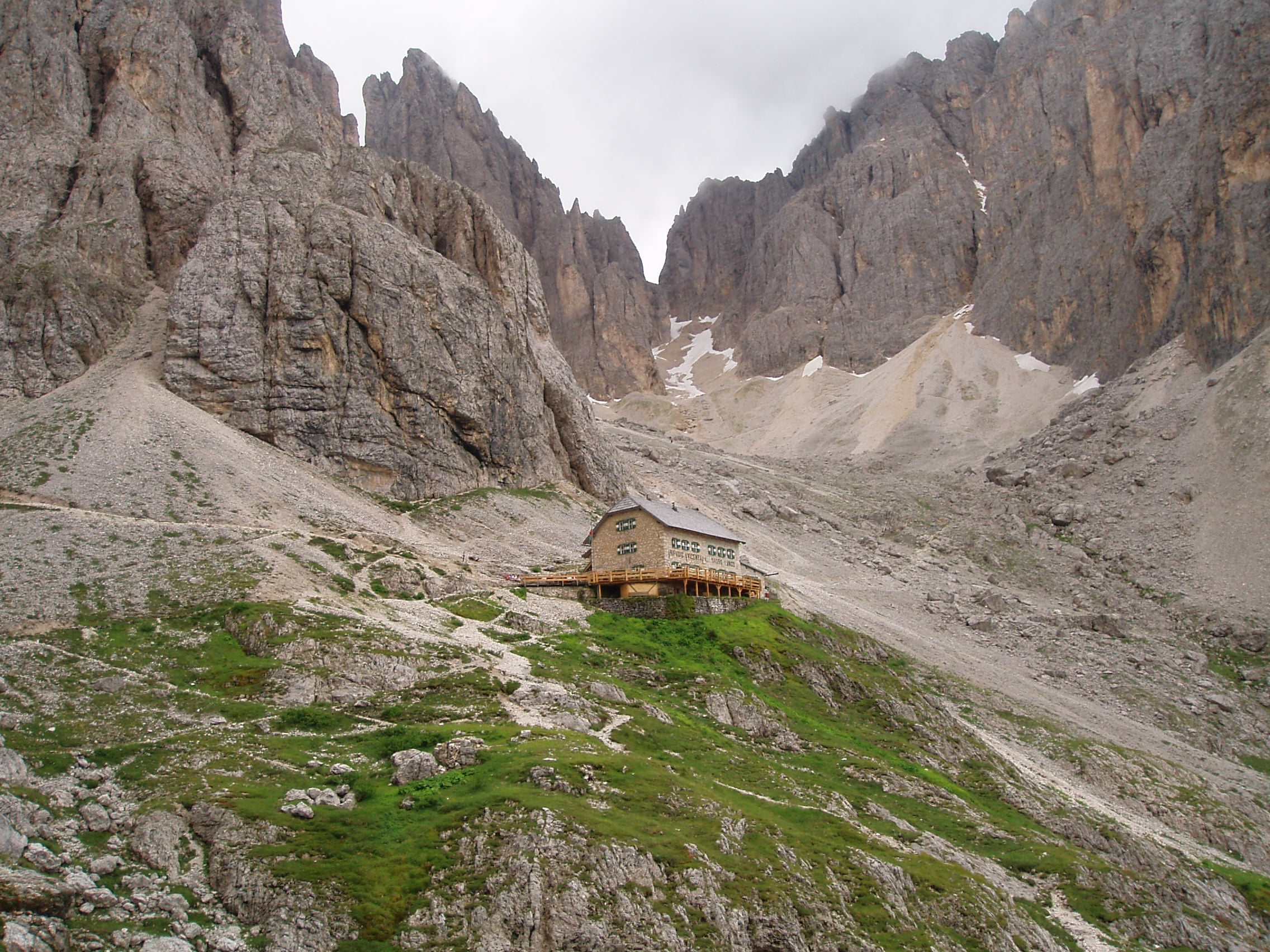
Il rifugio Vicenza
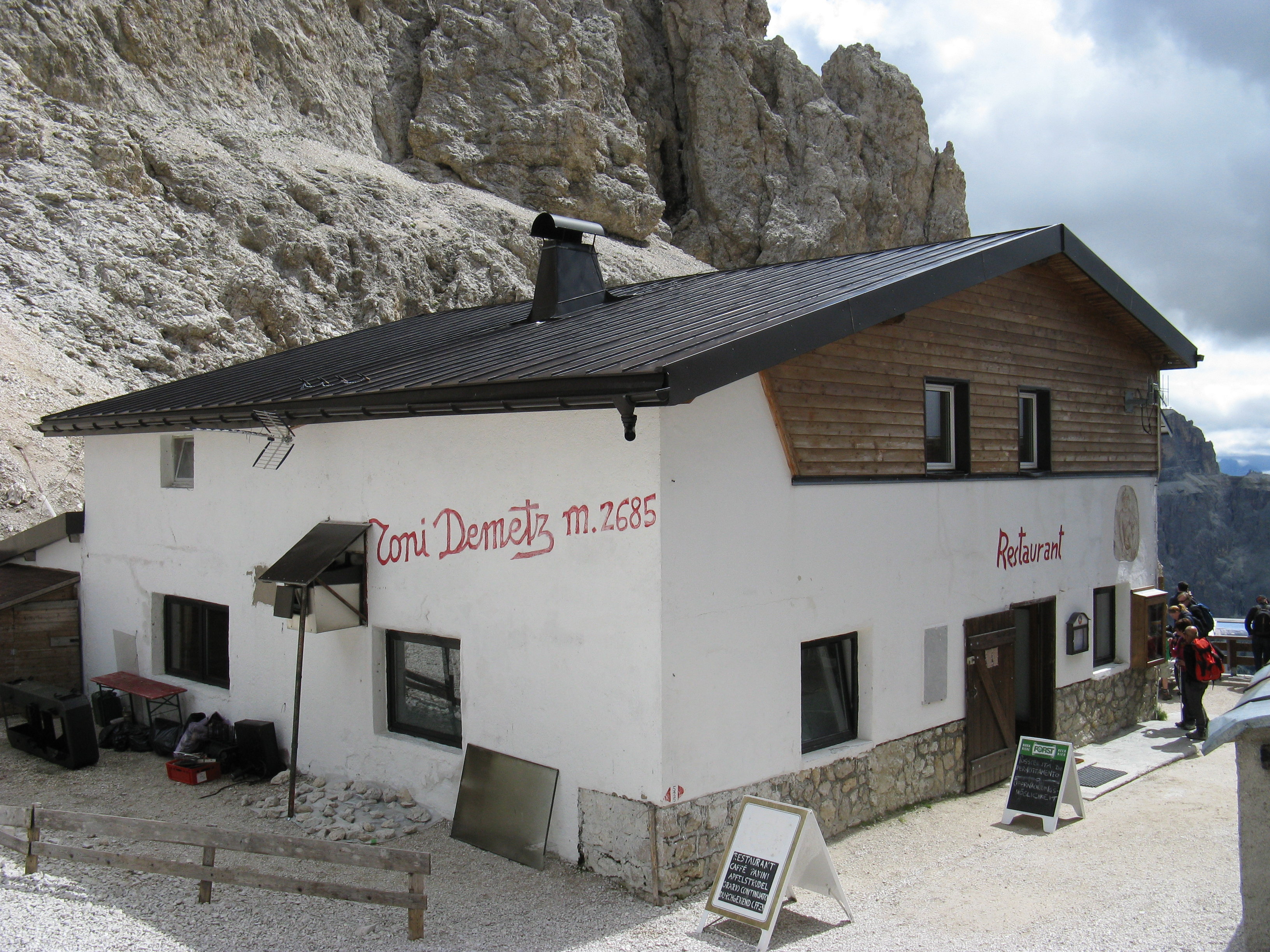
Il rifugio Toni Demetz
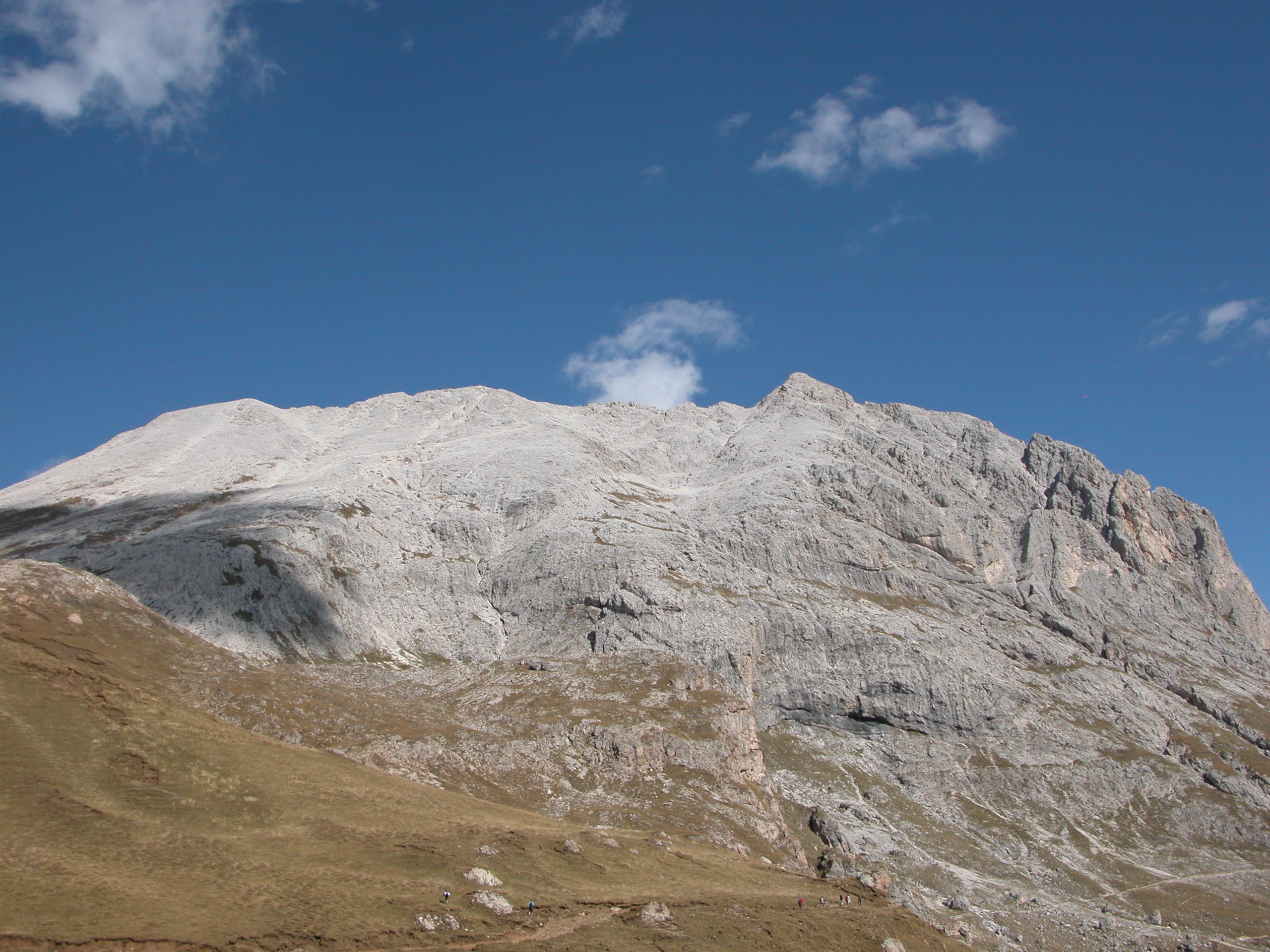
Il Sassopiatto